# 耿黄镇
耿黄乡，是中华人民共和国河南省新乡市凤泉区下辖的一个乡镇级行政单位。

## 行政区划
耿黄乡下辖以下地区：
耿庄村、杨九屯村、何屯村、尚介村、小黄屯村、大黄屯村、东张门村、西张门村、南张门村、南鲁堡村、东鲁堡村和西鲁堡村。